# Trichocyclus pandima
Trichocyclus pandima is een spinnensoort uit de familie trilspinnen (Pholcidae). De soort komt voor in West-Australië.